# Nombre d'Eddington
En astrofísica, el nombre d'Eddington, NEdd, és el nombre de protons de l'univers observable. El seu nom fa referència a l'astrofísic britànic Arthur Eddington que, l'any 1938, fou el primer a proposar un mètode per calcular NEdd, i a explicar la importància d'aquest nombre a la cosmologia i les bases de la física.
Al final de la dècada de 1930, el valor experimental més acurat de la constant d'estructura fina, α, era d'aproximadament 1/136. Eddington va començar argumentant, amb consideracions estètiques i numerològiques, que α hauria de ser exactament 1/136. Aleshores va provar que NEdd = 136×2256 o, cosa que és el mateix, 1.57×1079. El 1938, Eddington escrigué a la Tarner Lecture del Trinity College de Cambridge que:
| «                                                               | Jo crec que hi ha 15 747 724 136 275 002 577 605 653 961 181 555 468 044 717 914 527 116 709 366 231 425 076 185 631 031 296 protons a l'univers i el mateix nombre d'electrons | » |
| — Eddington, 1939 «The Philosophy of Physical Science.» (lliçó) | |   |

Aquest nombre tan gran fou ràpidament batejat com el «nombre d'Eddington». Poc després, millores en la mesura de la constant α donaren lloc a valors més propers a 1/137; per això Eddington canvià la seva prova per mostrar que α havia de ser exactament 1/137 - motiu pel qual la revista satítrica Punch l'anomenà «Sir Arthur Adding One», és a dir, Sir Arthur hi suma ú.
La millor estimació avui dia (2008) del valor de la constant d'estructura fina és:
{\displaystyle \alpha =7,297352570(5)\times 10^{-3}={\frac {1}{137,035999084(51)}}.\ }
Tot i que ja ningú pensa que α és l'invers d'un enter. Tampoc ningú pren seriosament una connexió matemàtica entre el valor de α i el de NEdd. Les estimacions més fiables de NEdd apunten un valor d'aproximadament 1080. Aquestes estimacions assumeixen que tota la matèria és hidrogen, i requereixen valors aproximats sobre el nombre i les mides de les galàxies i les estrelles de tot l'univers.
Un possible rol del NEdd en cosmologia contemporània es troba en la seva connexió amb la hipòtesi de Dirac dels nombres grans.